# Ali Abdullah Ayyoub
Ali Abdullah Ayyoub (Lataquia, 28 de abril de 1952) foi um militar sírio que serviu como comandante do Exército Sírio e depois Chefe do Estado Maior das Forças Armadas da Síria durante o governo de Bashar al-Assad. Ele foi nomeado pelo presidente Assad em 18 de julho de 2012 durante a guerra civil síria.

## Carreira política
A nomeação de Ayub como chefe de gabinete deveu-se à promoção de Fahed Jasem al-Freiy ao cargo de Ministro da Defesa e Comandante em Chefe das Forças Armadas, após os acontecimentos do ataque em Damasco em 18 julho de 2012, em que matou o Ministro da Defesa Dawoud Rajiha.
Ayub já havia servido como Vice-Chefe da Casa Civil, responsável pela coordenação e movimentos de unidades do exército durante a guerra civil. Como resultado, ele era visto como uma chave logística durante os primeiros combates contra grupos terroristas.
Após a sua nomeação, Ayube envolveu-se ativamente nos esforços do governo para recuperar o controle em áreas controladas por rebeldes em Aleppo e Damasco.